# 英伦摇滚
英伦摇滚是1990年代中期兴起于英国的另类摇滚文化运动，强调英国本土文化。音乐上，英伦摇滚通常为明亮、悦耳的另类摇滚，深受1960至1970年代英国吉他流行音乐的影响。该运动被认为是对当时以美国为主导的油渍摇滚（grunge）阴暗主题及声音风格的回应，同时也对英国自身的shoegaze场景有所反动。这一浪潮不仅让英国另类摇滚进入主流市场，更成为更大规模的酷英国文化运动的一部分，唤起1960年代「摇摆的六零年代」及当时的吉他流行乐氛围。
英伦摇滚是一股凸显1990年代初期独立音乐圈新兴乐团的文化现象，尽管通常被视为文化潮流而非独立音乐类型，其相关乐团大多汲取1960年代英国流行音乐、1970年代华丽摇滚与朋克摇滚，以及1980年代独立流行的灵感。
与英伦摇滚关联最深且最为成功的四大乐团为Oasis、Blur、Suede以及Pulp，并被称为「四大天王」（big four）。整个运动的主流影响时期通常界定为1993年至1997年，其中1995年至1996年为高峰。1995年，Blur与Oasis展开的单曲销量榜对决（俗称「英伦摇滚大战」）将此文化浪潮推上媒体焦点。不仅音乐，时尚、艺术及政治亦深度介入，托尼·布莱尔与新工党（New Labour）亦试图与该运动接轨。
1990年代末，许多英伦摇滚乐团的商业表现开始下滑，或因解散或转型尝试新风格。商业层面，英伦摇滚逐渐被青少年流行音乐（teen pop）取代；艺术层面，则过渡为Post-Britpop风格的独立摇滚，由如Travis与Coldplay等乐团承袭发展。

## 风格、根源与影响
尽管“英伦流行”有时被视为一种营销手段，更多是一种文化现象而非明确的音乐流派，但归入该名号的乐队确实存在某些共通的音乐风格与影响来源。
英伦流行乐队在音乐、态度及服饰上皆汲取了1960年代英国流行音乐、1970年代华丽摇滚与朋克摇滚，以及1980年代独立流行等元素。具体影响因乐队而异，如布勒受披头士乐队与早期平克·弗洛伊德启发，绿洲崇尚披头士，松紧带则偏好艺术朋克，尤以线索乐队和两时期的亚当与蚂蚁为代表。不论差异如何，英伦流行艺人普遍展现出对英国流行音乐传统的敬意。
The Kinks的雷·戴维斯与XTC的安迪·帕特里奇常被誉为英伦流行的“教父”或“祖父”，尽管戴维斯本人对此持保留态度。
1980年代至1990年代初的独立摇滚场景是英伦流行运动的直接源头。其中史密斯乐队的影响尤为深远。Madchester音乐场景（如石玫瑰乐队、快乐星期一）亦是英伦流行的重要源流之一
1991年，詹姆斯乐队的《Sit Down》登上英国排行榜亚军，被认为“虽早于英伦流行概念，但预示了典型英式音色”。早于英伦流行四年，The La's 的《There She Goes》被《Rolling Stone》称为“奠定英伦流行根基的作品”，并被诺尔·盖拉格誉为最喜爱的九十年代歌曲。
英伦流行乐队常使用本土口音，歌词亦多涉及英国地名与文化。风格上，英伦流行歌曲旋律朗朗上口，歌词贴近本世代英国青年生活。
与此相对，英伦流行乐队普遍贬低垃圾/油渍摇滚，认其“与自身生活无关”，并以“青春活力与渴望认同”为标志。布勒主唱戴蒙·阿尔巴恩曾明确“我要扫除垃圾摇滚”。
尽管言辞上批判垃圾摇滚，其部分元素依旧影响英伦流行；诺尔·盖拉格曾赞扬 Ride，并称 Kurt Cobain 是“十年来唯一敬重的词曲作者”，“能写出《Wonderwall》”。1996年，《NME》受Oasis影响，将一批团体称为 “Noelrock”，评论指出他们与盖拉格具有“怀旧六十年代、强调摇滚基本要素、坚信‘真实音乐’优越性”的共同性。
英伦流行亦具鲜明的英式与工人阶级形象，突出男性文化、狂饮文化与《Loaded》式审美。英国米字旗图腾呼应了早年摩登族与The Who，但其高度本土化也导致在美国市场难以复制成功。

## 起源与初年
约翰·哈里斯认为英伦流行可追溯至1992年春季，布勒的第四支单曲《Popscene》与Suede的《The Drowners》同期发行。他指出：“若说英伦流行何时起步，当属Suede首批作品引发的赞誉浪潮：大胆、成功，且极具英伦气质。”Suede是首批获得英国音乐媒体广泛拥戴、并被视为本土对抗美国垃圾摇滚（grunge）的吉他乐队，其首张专辑《Suede》创下英国史上最快销量纪录。1993年4月，《Select》杂志以Suede主唱布雷特·安德森与米字旗作封面，标题为“Yanks go home!”，并专题报道Suede、The Auteurs、Denim、Saint Etienne与Pulp，推动“英伦流行”运动成形。
当时Blur活跃于伦敦夜店“The Scene That Celebrates Itself”聚会，风格多元，有些成员趋于凝视摇滚（shoegaze），另一些则成为英伦流行先锋。当美国垃圾摇滚盛行、填补石玫瑰乐队退潮后的英国独立摇滚真空时，Blur选择以本土审美回应，并于1993年推出《Modern Life Is Rubbish》。
布勒的新方向源自1992年春季美国巡演中，主唱戴蒙·阿尔巴恩对美国文化反感，决意回应其对英国摇滚的影响。同期，《Modern Life is Rubbish》发行前，《NME》指出“时机完美，美式垃圾摇滚已成过去式”。乐评界还关注所谓“新新浪潮”（New wave of new wave），如Elastica、S*M*A*S*H、These Animal Men等朋克风团体。
《Modern Life Is Rubbish》虽然表现稳定，但第三张专辑《Parklife》于1994年令Blur跃升英国顶尖阵营。同年4月，柯特·柯本去世，对英式另类摇滚的流行起到推波助澜的作用。同年Oasis发布《Definitely Maybe》，打破Suede首周销量纪录，最终获英国唱片业协会认证七白金（210万张销售）。
Blur于1995年在全英音乐奖中夺得四项大奖，其中《Parklife》斩获“最佳英国专辑”，击败《Definitely Maybe》。同年，Pulp发布《Different Class》，专辑及单曲《Common People》广受欢迎，销量超过130万张。
“Britpop”一词在与英伦设计、Britart艺术家（如达米恩·赫斯特）风靡同期，并伴随约翰·梅杰政府衰退与托尼·布莱尔上台而流行。早期媒体曾称之为“New Mod”“Lion Pop”，但最终由BBC电台DJ斯图尔特·麦康尼于1993年确立“Britpop”名称，且他曾回忆其用词早有渊源。不过音乐人兼记者约翰·罗布证实，早在八十年代末《Sounds》杂志已使用该词来形容The La’s、The Stone Roses等团体。
至1994年，英国媒体广泛使用“Britpop”一词来描述这一音乐潮流。随后大量新乐队出现：如Sleeper、Supergrass、Menswear在1995年上榜，Elastica同年3月发布同名专辑，首周销量甚至超过《Definitely Maybe》。媒体普遍将卡姆登镇视为核心摇滚集中地，1995年《Melody Maker》甚至形容“Camden 如同‘92年西雅图、’89年曼彻斯特、’93年Mr Blobby。”

## “英伦流行大战”
1995年，Blur与Oasis爆发“英伦流行大战”，成为当年英国主流媒体焦点。这场由媒体称为“英伦流行重量级冠军赛”的榜单对决，使Britpop文化进入全民话题。起初，两队成员友好相称，随着竞争升级，关系渐趋紧张。
《NME》封面将此描述为“英伦重量级冠军赛”：Blur发行《Country House》，Oasis推出《Roll with It》，两首单曲同日发布，形成正面交锋。这场对决不仅关乎音乐，还象征英格兰南北文化与阶级冲突：Oasis代表北部工人阶级，而Blur则象征南部的中产阶级。
这场战役激发全国热情，各大报、电视新闻争相报道。如《NME》报道：
那一周，新闻焦点包括萨达姆·侯赛因在伊拉克的WMD消息、波斯尼亚的平民危机、迈克·泰森回归……但几乎所有媒体都一致报道“Britpop疯狂”。——NME, 1995年8月26日
媒体将其比作自披头士对抗滚石乐队以来最强流行对决。在言辞上，双方互不相让：Oasis嘲Blur是“Chas & Dave式扫烟囱音乐”，而Blur则讽刺Oasis“像是缺乏原创的Status Quo翻版”。
1995年8月20日，英国单曲销量突破十年来高峰，Blur的《Country House》销售27.4万张，击败Oasis的《Roll with It》21.6万张，两者分列周榜前两名。Blur随后于BBC《Top of the Pops》中表演该曲，贝斯手亚历克斯·詹姆斯穿着印有“Oasis”字样的T恤登台。
尽管短期内Blur获胜，但长期来看，Oasis在英国国内及全球更为商业成功。2019年，诺尔·盖拉格在回顾时表示：“两首歌都不算好”，并认为将Oasis的《Cigarettes & Alcohol》对阵Blur的《Girls & Boys》更具意义。他还说，自2010年代起，他与戴蒙·阿尔巴恩多次合作，如《We Got the Power》，如今已和解为朋友。
盖拉格还称赞Blur吉他手格雷厄姆·考克森是“他那一代最有才华的吉他手之一”。

## 巅峰与衰退

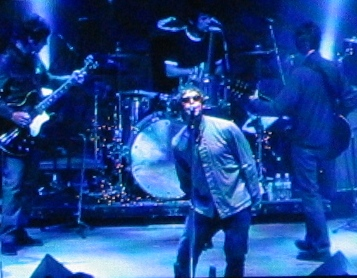
Oasis现场演出。《NME》称：“当《(What's the Story) Morning Glory?》创下巨大销量时，显然虽然Blur赢得了单曲大战，Oasis却赢得了整场战争。”

单曲大战结束数月后，《NME》评价称“Britpop已成重大文化现象”。Oasis发行的第二张专辑《(What's the Story) Morning Glory?》在英国销售超过400万张，跻身英国历史专辑销量第五位。Blur 的“Life三部曲”之一，《The Great Escape》销量突破一百万张。
在1996年全英音乐奖中，三张专辑（《Morning Glory》《The Great Escape》《Different Class》）均获“最佳英国专辑”提名，最终由Oasis获奖。同年，三团亦入围“最佳英国乐队”及“最佳音乐录像”，最终皆由Oasis夺冠。Oasis成员在领奖时演唱Blur《Parklife》主歌改词为“shite life”，公然嘲讽对手。
1996年欧洲足球锦标赛期间，The Lightning Seeds 的《Three Lions (It's Coming Home)》登顶单曲榜，“It's coming home”成为经典。同期，Cast的《Walkaway》成为BBC欧锦赛半决赛配乐，被评价为当年代表性歌曲之一。
Oasis 于1997年发行第三张专辑《Be Here Now》，首发强劲并获好评，但很快因制作浮夸、混音臃肿而遭遇批评，被认为标志Britpop晕眩顶峰后的滑落趋势。与此同时，Blur也开始远离Britpop，在1997年推出自标题第五张专辑《Blur》，尝试探索美国低传真（lo-fi）风格，如受到Pavement影响。阿尔巴恩在当年自述：“我们创造了一个运动，在英国音乐史中始终有属于我们的位置……如今我们以不同视角看世界。”
1997年，Cornershop 的《Brimful of Asha》经Fatboy Slim混音后登顶单曲榜，成为当年最畅销英式流行单曲之一。
随着Britpop势头减退，众多乐队销量下滑或解散。同期，辣妹合唱团（Spice Girls）崛起，其商业成功被认为“夺走了Britpop的时代精神”。乐评焦点逐步转向Radiohead与The Verve，两团在此之前未受主流关注，后来以《OK Computer》《Urban Hymns》开启更实验性的后Britpop路线。后Britpop乐团如Travis、Stereophonics、Coldplay等深受该时期影响，以更内省歌词和旋律获得九十年代末至二十一世纪初成功。

## 余波

### 遗产
回顾Britpop运动的纪录片包括《The Britpop Story》，由约翰·哈里斯主持，于2005年8月在BBC Four播出，恰逢Blur与Oasis对决十周年。
2003年，由约翰·多尔执导的纪录片《Live Forever: The Rise and Fall of Brit Pop》也推出，影片中涉及托尼·布莱尔及新工党如何借助这一文化浪潮，还有如达米恩·赫斯特等艺术家的关联。

### 后Britpop

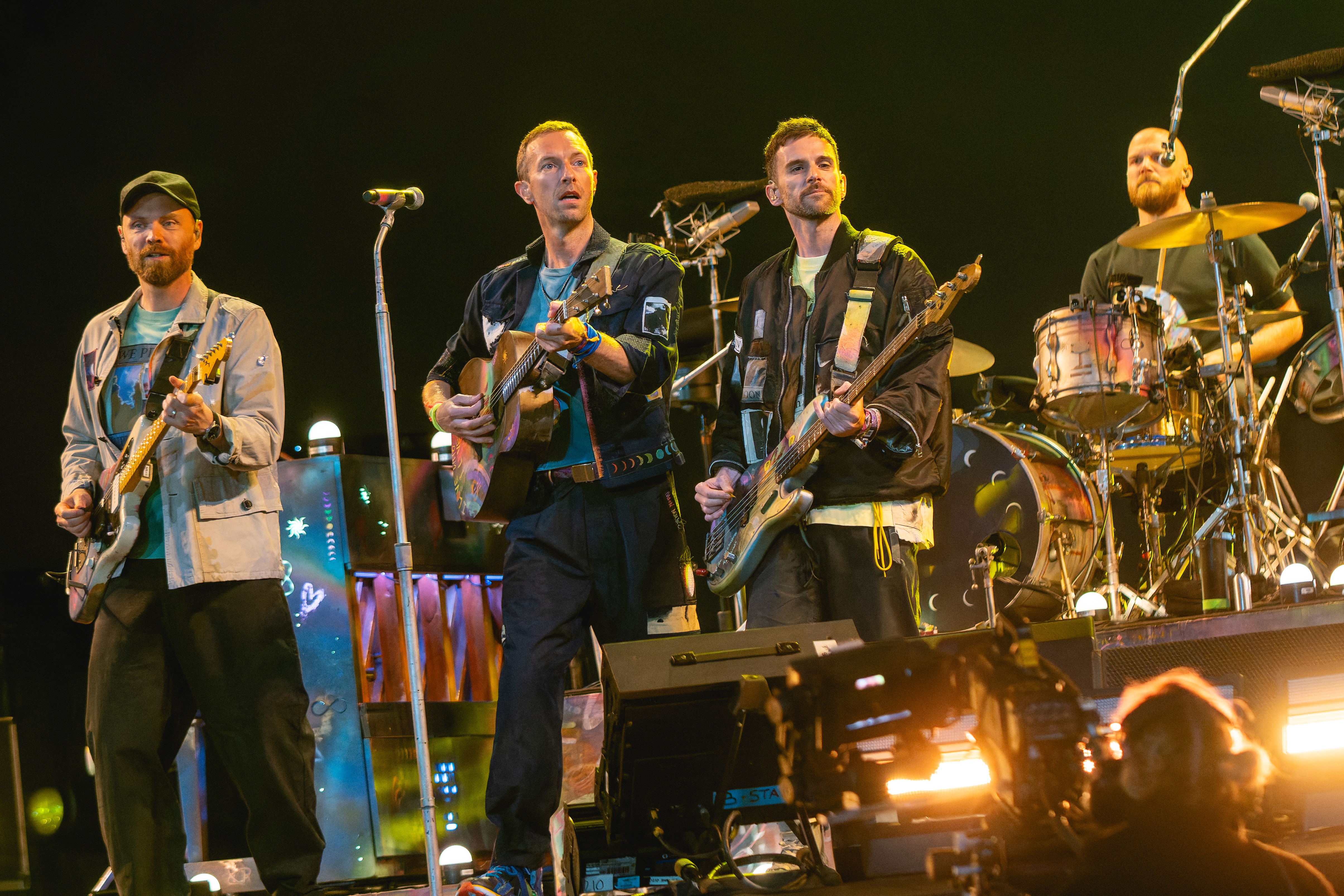
Coldplay，最具商业成功的后Britpop乐队，摄于2024年。其前三张专辑《Parachutes》（2000）、《A Rush of Blood to the Head》（2002）与《X&Y》（2005）均列入英国专辑销量榜最畅销专辑之列。

Britpop之后，媒体将目光转向此前被Britpop光环掩盖的乐团，如Radiohead、The Verve，及新晋乐团Travis、Stereophonics、Feeder，尤其是Coldplay。这些团体多数获得比Britpop前辈更广泛的国际成功，成为九十年代末至二十一世纪初最畅销的摇滚团体之一。
尽管音乐仍源于Britpop风格，这些团体多避免被归为“Britpop”标签。当中亦包括中期走红但并不完全属于Britpop的The Verve与Radiohead。
大部分团体音乐仍以吉他为主，融合披头士、滚石乐队、Small Faces等传统英伦摇滚元素，亦吸纳美式影响，并借鉴七十年代英式摇滚与流行。与Britpop黄金时期相比，这一代音乐题材较少聚焦英国本土与伦敦生活，更多内省，风格旋律性增强。
此风格及更积极争取美方媒体认同，有助于国际市场拓展。这代艺人常塑造“邻家男孩”形象，音乐旋律性强，但也有评论批其平庸、缺乏原创。
苏格兰流行文化亦见“Cool Caledonia”风潮，The Supernaturals（格拉斯哥）颇具影响力。Travis亦自格拉斯哥崛起，是后Britpop重要代表，被认为推动并定义该子流派。爱丁堡的Idlewild受后垃圾摇滚影响，三张专辑跻身英榜前二十，以《The Remote Part》（2002）成绩最佳。
威尔士则掀起“Cool Cymru”风潮，Catatonia率先突破，《Mulder and Scully》（1998）打入英国前十，专辑《International Velvet》登顶榜首，虽未能打入美国市场，乐团终因个人问题解散。其他威尔士代表包括Stereophonics与Feeder。

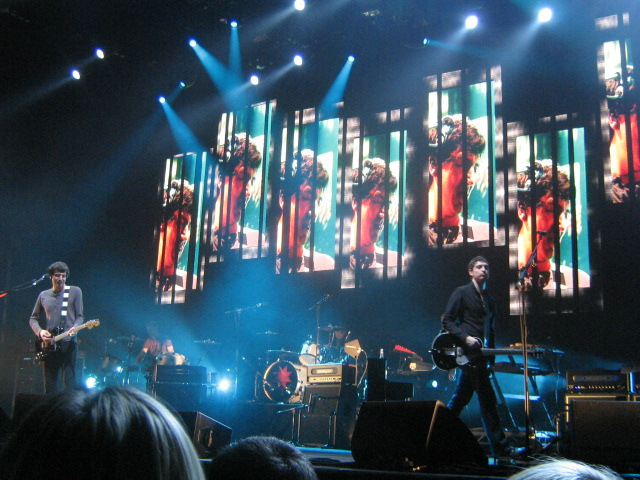
Snow Patrol于2009年演出。其2006年单曲《Chasing Cars》为21世纪英国电台播放最多歌曲。

此后，Snow Patrol（北爱尔兰）、Elbow、Embrace、Starsailor、Doves、Electric Pyramid、Keane等团体亦延续后Britpop风潮。其中商业成就最卓者为Coldplay，其出道专辑《Parachutes》（2000）多白金销量，第二专辑《A Rush of Blood to the Head》（2002）奠定其全球巨星地位。Keane出道作《Hopes and Fears》（2004），含主打《Somewhere Only We Know》，亦跻身英国史上畅销专辑行列。Snow Patrol的《Chasing Cars》（2006）被誉为21世纪英国电台播放次数最多单曲之首。

#### 后朋克/车库摇滚复兴
像Coldplay、Starsailor和Elbow这样拥有内省歌词和缓慢节奏的乐队，在千禧年初开始受到批评，被认为音乐平淡、缺乏活力。然而，涌现出来的车库摇滚或后朋克复兴乐队，如The Hives、The Vines、The Strokes、The Black Keys和The White Stripes，被音乐媒体称为“摇滚乐的救世主”。这一时期，像The Libertines、Razorlight、Kaiser Chiefs、Arctic Monkeys和Bloc Party等英国乐队被一些人视为“英伦流行的第二波”。这些乐队的音乐，虽然仍受到Britpop的影响，但他们的音乐风格更多借鉴了1970年代至1980年代的朋克、新浪潮和后朋克元素。尽管如此，像Travis、Stereophonics和Coldplay等乐队依然继续创作并在2000年代末享有商业成功。

#### 2010年代至2020年代 Britpop复兴

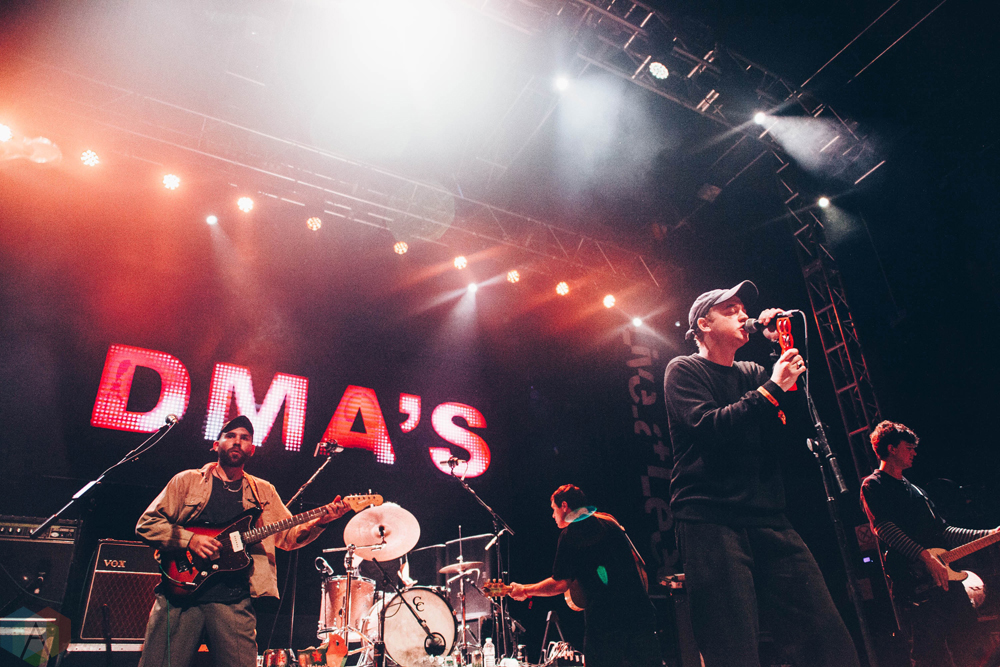
DMA's于利兹现场演出，在2015年被称为Britpop复兴潮的代表乐队之一。

2010年代初，一批新兴乐队结合了90年代的英伦流行与独立摇滚，掀起了新的复兴浪潮。Viva Brother推出一种名为“gritpop”的更新版英伦流行。他们发布的首张专辑《Famous First Words》，虽未获得大量媒体支持，但奠定复兴基调。随后如Superfood与澳大利亚乐队DMA's加入复兴行列，DMA's的首张专辑获得乐评好评。
2020年代中期，一批新艺人开始受到90年代中期英伦流行能量与意象启发，例如Nia Archives，其首张专辑《Silence Is Loud》封面有米字旗；Dua Lipa在《Radical Optimism》中探索英伦流行影响；A. G. Cook推出的《Britpop》三部曲以扭曲米字旗为封面，并邀请Charli XCX参与。Rachel Chinouriri的专辑《What a Devastating Turn of Events》显著融入英伦流行影响，在视觉与音响上呼应90年代运动，并表示受到Oasis和The Libertines等乐队启发。2024年，Oasis宣布重组，将进行“Oasis Live '25 Tour”全球巡演，引发复兴浪潮新高潮。

## 术语
该流派的艺人们曾否定过“英伦流行”（Britpop）这一术语。绿洲乐队主唱诺尔·盖拉格否认该乐队与“英伦流行”相关，称：“我们不是英伦流行，我们是全球摇滚。媒体可以把‘英伦流行’这个词塞进乡村别墅的后门里，去到多远就多远。”布勒吉他手格雷厄姆·考克森在2009年纪录片《Blur – No Distance Left to Run》中表示，他“不喜欢被称为英伦流行，或者流行，或者PopBrit，或者任何你想称呼的方式。”果浆主唱贾维斯·考克在2010年接受斯蒂芬·梅切特访谈时，也表达了他对这一术语的厌恶，称其为“糟糕、支离破碎、尖锐的声音”。这次访谈播出于BBC Radio 4的《Chain Reaction》节目。
在2020年，随着对2000年代“垃圾独立”（landfill indie）乐队的关注，NME的马克·博蒙特指出，“英伦流行”这一术语已经被贬值，忽视了曾让这一场景如此重要的文化层面，而这个词变成了“任何90年代玩吉他的乐队”的“通用标签”。